# NWF北米ヘビー級王座
NWF北米ヘビー級王座は、NWFおよび後に新日本プロレスの管理下で運営されていた地域王座。

## 歴史
1968年、NWAのタイトルとして始まる。
1970年、NWFが設立されるまでNWA北米ヘビー級王座の名称だった。
1974年、NWFの崩壊後、タイトルは新日本プロレスに移行された。

## 歴代王者
| 歴代   | 選手                       | 戴冠回数 | 防衛回数 | 獲得日付       | 獲得場所 （対戦相手・その他）                            |
| ------ | -------------------------- | -------- | -------- | -------------- | -------------------------------------------------------- |
| 初代   | ムース・ショーラック       | 1        | 不明     | 1968年10月     | 不明                                                     |
| 第2代  | ジョニー・パワーズ         | 1        | 不明     | 1968年         | 不明                                                     |
| 第3代  | ブルドッグ・ブラワー       | 1        | 不明     | 1969年         | 不明                                                     |
| 第4代  | ジョニー・パワーズ         | 2        | 不明     | 1969年5月      | 不明                                                     |
| 第5代  | ブルドッグ・ブラワー       | 2        | 不明     | 1970年1月1日   | オハイオ州クリーブランド                                 |
| 第6代  | ジョニー・パワーズ         | 3        | 不明     | 1970年7月1日   | 不明                                                     |
| 第7代  | ブルドック・ブラワー       | 3        | 不明     | 1970年7月2日   | オハイオ州クリーブランド                                 |
| 第8代  | アーニー・ラッド           | 1        | 不明     | 1970年12月5日  | オハイオ州アクロン 1971年3月18日王座預かり               |
| 第9代  | ジョニー・パワーズ         | 4        | 不明     | 1971年4月3日   | オハイオ州クリーブランド                                 |
| 第10代 | アーニー・ラッド           | 2        | 不明     | 1971年4月8日   | オハイオ州クリーブランド                                 |
| 第11代 | ワルドー・フォン・エリック | 1        | 不明     | 1971年5月27日  | オハイオ州クリーブランド                                 |
| 第12代 | ジョニー・パワーズ         | 5        | 不明     | 1971年11月17日 | ニューヨーク州バッファロー                               |
| 第13代 | ジョニー・バレンタイン     | 1        | 不明     | 1972年9月1日   | オハイオ州クリーブランド                                 |
| 第14代 | ジョニー・パワーズ         | 6        | 不明     | 1972年9月22日  | オハイオ州クリーブランド 1972年9月22日王座預かり         |
| 第15代 | ジョニーバレンタイン       | 2        | 不明     | 1972年10月     | 不明                                                     |
| 第16代 | アーニー・ラッド           | 3        | 不明     | 1972年11月22日 | ニューヨーク州バッファロー                               |
| 第17代 | ジョニー・パワーズ         | 7        | 不明     | 1972年11月23日 | オハイオ州クリーブランド                                 |
| 第18代 | カール・フォン・クラップ   | 1        | 不明     | 1973年2月3日   | オハイオ州アクロン                                       |
| 第19代 | ジョニー・バレンタイン     | 8        | 不明     | 1973年2月17日  | オハイオ州アクロン                                       |
| 第20代 | エリック・ジ・アニマル     | 1        | 不明     | 1973年5月3日   | オハイオ州クリーブランド                                 |
| 第21代 | ジョニー・パワーズ         | 9        | 不明     | 1973年5月16日  | ニューヨーク州バッファロー                               |
| 第22代 | JBサイコ                   | 1        | 不明     | 1973年6月16日  | ニューヨーク州バッファロー                               |
| 第23代 | ジョニー・パワーズ         | 10       | 不明     | 1973年6月24日  | オハイオ州アクロン                                       |
| 第24代 | アーニー・ラッド           | 4        | 不明     | 1974年1月31日  | オハイオ州クリーブランド                                 |
| 第25代 | オックス・ベイカー         | 1        | 不明     | 1974年3月      | 不明                                                     |
| 第26代 | アーニー・ラッド           | 5        | 不明     | 1974年3月14日  | オハイオ州クリーブランド                                 |
| 第27代 | ジョニー・パワーズ         | 11       | 不明     | 1974年3月18日  | オハイオ州アクロン                                       |
| 第28代 | ドミニク・デヌーチ         | 1        | 不明     | 1974年4月      | 不明                                                     |
| 第29代 | ジョージ・スティール       | 1        | 不明     | 1974年5月31日  | ペンシルバニア州ピッツバーグ                             |
| 第30代 | ドミニク・デヌーチ         | 2        | 不明     | 1974年6月21日  | 不明                                                     |
| 第31代 | スタン・スタージャック     | 1        | 不明     | 1974年7月27日  | 不明                                                     |
| 第32代 | オックス・ベイカー         | 2        | 不明     | 1974年8月20日  | 不明                                                     |
| 第33代 | アーニー・ラッド           | 6        | 不明     | 1974年8月27日  | 不明                                                     |
| 第34代 | ターザン・タイラー         | 1        | 不明     | 1974年10月28日 | 不明                                                     |
| 第35代 | オックス・ベイカー         | 3        | 不明     | 1975年1月6日   | ジョージア州サバンナ 1975年にNWFを退団のため空位         |
| 第36代 | ブルドッグ・ブラワー       | 3        | 不明     | 1975年7月      | 不明                                                     |
| 第37代 | ジョニー・パワーズ         | 12       | 不明     | 1979年1月      | 不明                                                     |
| 第38代 | 坂口征二                   | 1        | 6        | 1979年1月26日  | 岡山武道館                                               |
| 第39代 | タイガー・ジェット・シン   | 1        | 不明     | 1979年9月21日  | 宮城県スポーツセンター 1981年5月21日にIWGP構想のため封印 |